# 紫瓣茴芹
紫瓣茴芹（学名：Pimpinella purpurea）为伞形科茴芹属的植物，其种加词“purpurea”意为“紫色的”。中国特有植物。分布于中国大陆的云南等地，生长于海拔3,000米至3,800米的地区，一般生长在高山草甸、灌丛中以及林下，目前尚未由人工引种栽培。

## 异名
- Pimpinella markgrafiana Fedde ex Wolff